# Burgstall Frammelsberg
Burgstall Frammelsberg bezeichnet eine abgegangene mittelalterliche Niederungsburg am Degernbach bei Frammelsberg, einem heutigen Stadtteil von Bogen im Landkreis Straubing-Bogen in Bayern. Die Anlage wird als Bodendenkmal unter der Aktennummer D-2-7042-0010 im Bayernatlas als „Burgstall des Burgstall des Mittelalters“ geführt.

## Geschichte
Die Burg wurde um 1160 erwähnt und 1468 im Zuge des Böcklerkrieges zerstört.

## Beschreibung
Von der ehemaligen Burganlage sind noch Mauerspuren aus Granitbruchstein vorhanden. Der Verlauf einstiger Wehrelemente (Wall, Graben) kann aus den Flurstücksgrenzen ersehen werden.